# 羅諾克島之役
羅諾克島之役於1862年2月7至8日發生在北卡羅來納的戴爾郡, 是在早期南北戰爭中北軍將領柏恩賽德為遠征及控制卡羅來納而發動的第一場戰役。北軍兵力為7,500,南方為3,000人。

## 戰事
柏恩賽德於2月7日率7,500人於羅諾克島西南邊登陸,到第二天,北軍海軍轟炸島中央的堡壘,而步兵在這掩護下步步逼進,南方損失不滿100人,但軍官選擇與約2,500人和32門大砲投降。

## 戰事結束
北軍步兵死去37人,傷亡總人數為251人;而南軍傷亡人數約是81。戰後北軍對北卡的封鎖就更強。